# Franky Oviedo
Franky Oviedo (Cali, 21 settembre 1973) è un allenatore di calcio ed ex calciatore colombiano, di ruolo centrocampista.

## Palmarès

### Club

#### Competizioni nazionali
- Campionato colombiano: 1

América de Cali: 1999
- Campionato messicano: 2

América: Verano 2002
Pachuca: Clausura 2006

#### Competizioni internazionali
- Coppa Merconorte: 1

América de Cali: 1999
- CONCACAF Giants Cup: 1

América: 2001